# محمد علی جناح
محمد علی جناح (به اردو: محمد علی جناح) (۲۵ دسامبر ۱۸۷۶ – ۱۱ سپتامبر ۱۹۴۸) از سیاستمداران سدهٔ بیستم و بنیان‌گذار کشور پاکستان بود. وی رهبر حزب مسلم لیگ پاکستان و نخستین فرماندار کل آن کشور بود.

## زندگی
محمد علی جناح در ۲۵ دسامبر ۱۸۷۶ در کراچی زاده شد. پدرش بازرگان بود و خواهرش «فاطمه» یکی از مبارزان دوران استقلال پاکستان و هندوستان بود. بعد از گذراندن دوران تحصیل در مقطع ابتدائی و دبیرستان، در سال ۱۸۹۲ وارد دانشگاه لینکلن شد و بعد از چهار سال تحصیل در رشته حقوق وکیلی توانا شد. سخت‌کوشی و انضباط فکری او صعودش را به مراکز قدرت آسان کرد.

## فعالیت‌های سیاسی

### ورود به سیاست
او در سال ۱۹۰۵ به‌طور رسمی وارد سیاست شد. با ورود محمدعلی جناح به حزب کنگره ملی هند که برای کمک به انگلیسی‌ها تأسیس شده بود، فعالیت‌های این حزب که مقرر بود متناسب با منافع انگلیسی‌ها باشد، مخالف اهداف آنان عمل کرد. مسلمانان هم برای حفظ منافع خود حزبی به نام مسلم لیگ را تأسیس کردند. این دو حزب راه استقلال را هموار نمودند و فعالیت‌های جناح به استقلال پاکستان منجر شد. جناح از تعصب‌های فرقه‌ای دوری می‌کرد و به همین خاطر یکی از بهترین نمایندگان اتحاد مسلمانان با هندوها به‌شمار می‌رفت.

### مسئولیت حزب «لکنو»

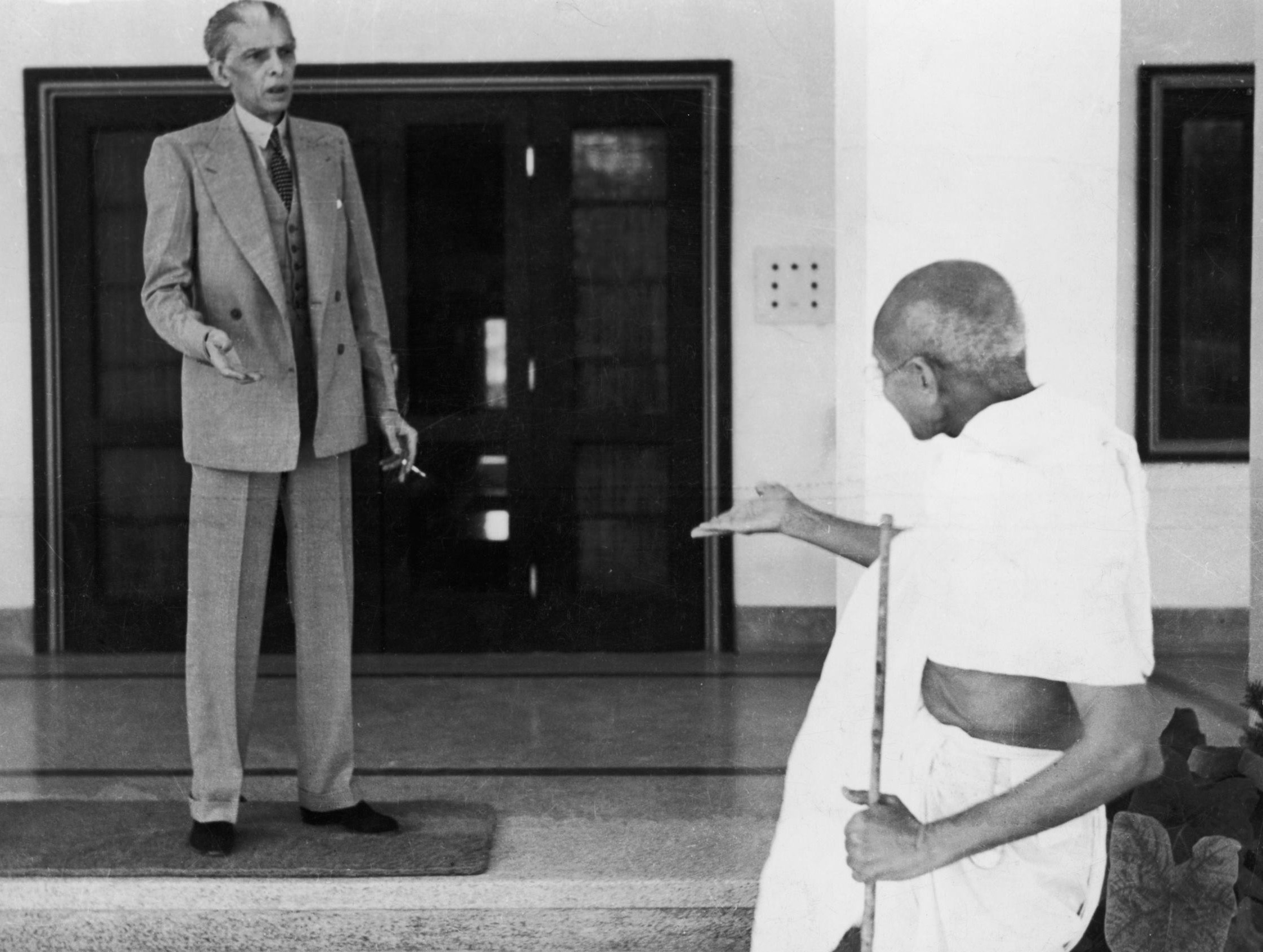
جناح و گاندی در ۱۹۳۹

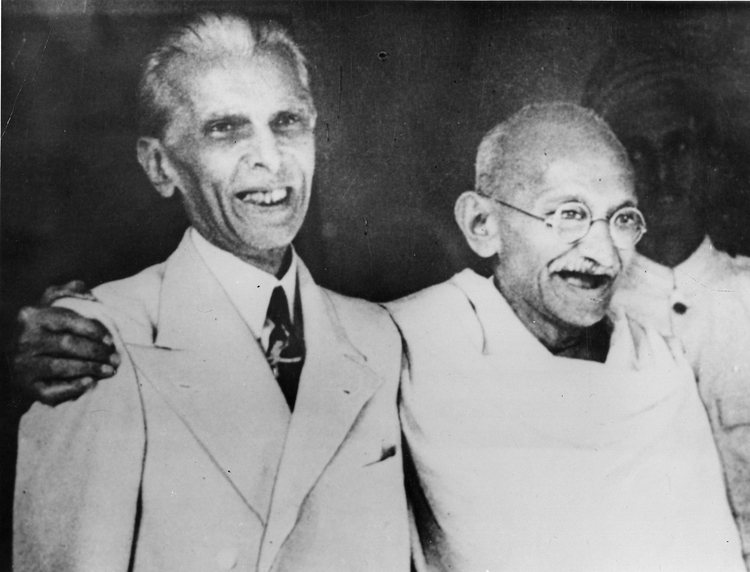
جناح با مهاتما گاندی در بمبئی، ۱۹۴۴

جناح در ۱۹۱۶ عهده‌دار مسئولیت پیمان اتحادیه‌ای حزب کنگره به نام حزب «لکنو» شد. در این پیمان که دستاوردهای خوبی برای مسلمانان داشت حق داشتن کرسی نمایندگی برای مسلمانان در آن پیش‌بینی شده بود. گاندی در سال ۱۹۱۸ وارد فعالیت سیاسی در شبه‌قاره شد. وی در حزب کنگره نیز وارد شد و طرح نافرمانی مدنی یا مقاومت منفی را مطرح کرد ولی محمدعلی جناح با آن مخالفت کرد. جناح و گاندی بر سر مسائل عقیدتی اختلاف نداشتند بلکه در شیوه عملی اختلاف داشتند.

### مبازره برای قانون اساسی
در مارس ۱۹۲۷ جناح توانست طرح‌های اصلی برای  مسلمانان دهلی را تدوین کند اما در طرح مربوط به قانون اساسی حق رأی دادن از مسلمانان گرفته شد و کارهای جناح بی‌نتیجه ماند. در سال ۱۹۲۹ محمدعلی جناح طرح معروفی را در ۱۴ ماده تنظیم کرد و به کنگره داد. کنگره ملی هند به طرح ۱۴ ماده‌ای جناح چندان توجه نکرد. او پس از این ناکامی‌ها به لندن رفت و از دور فعالیت‌های اجتماعی سیاسی شبه قاره را دنبال می‌کرد. جناح عاقبت در سال ۱۹۳۵ به هند بازگشت و رهبری مسلم لیگ را بر عهده گرفت ولی در این زمان مردم سرخورده شده بودند و از نظر سیاسی هیچ موضع روشنی نداشتند.

## دیدگاه‌ها و عملکرد

### اسلام
جناح به اسلام به مثابه یک فرهنگ دلبستگی داشت و یکی از مؤلفه‌های استقلال‌خواهی او را اتحاد مسلمانان هند تشکیل می‌داد. او اسلام را دین فردی نمی‌دانست و به ابعاد انسانی واجتماعی آن توجه داشت و در پی تشکیل حکومتی اسلامی بود.

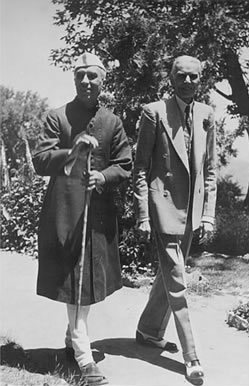
نهرو (چپ) و جناح در سیملا، ۱۹۴۶، در حال قدم زدن با هم

### پاکستان
جناح و اقبال لاهوری از مدت‌ها قبل با یکدیگر راجع به تأسیس پاکستان یعنی کشور مستقل مسلمانان صحبت کرده بودند و به نتایجی رسیده بودند. جناح از سال ۱۹۴۰ بعد از پشت سر نهادن مرحله زمینه‌سازی افکار عمومی در این راستا علناً وارد مرحله رویارویی استدلالی با مخالفان بر سر این مسئله شد. مخالفان خواستار این بودند که یک حکومت دموکرات بر هندوستان حکومت کند و گاندی هم موافق این امر بود تا مبادا هندوستان تجزیه شود و حکومت‌های مختلف در آن به قدرت برسند؛ همان‌طور که جناح آرزوی حکومت مستقل اسلامی را داشت.
جناح لزوم تشکیل پاکستان را در ۱۹۴۰ در سخنرانی معروف خود تدوین نمود. در سال۱۹۴۶ کشتار فجیعی بین مسلمانان و هندوها درگرفت و احزاب مختلف هم نتوانستند آرامش را برقرار کنند و در نهایت گاندی برای جلوگیری از خونریزی با طرح تقسیم هندوستان و استقلال پاکستان موافقت کرد. سرانجام مونت باتن نایب‌السلطنه بریتانیا این طرح را به تصویب رساند و در ۱۵ اوت ۱۹۴۷ پاکستان استقلال یافت.
جناح در حدود ۱۳ماه در رأس حکومت پاکستان قرار داشت و خط مشی کلی سیاست خارجی آن را مشخص کرد. جناح همیشه در پی حل مسئله کشمیر برای ایجاد روابط دوستانه با هندوستان بود. او همچنین بر آزادسازی فلسطین اصرار می‌ورزید.

### حس وحدت‌خواهی
جناح از همه مسلمانان به نیکی یاد می‌کرد و آنان را به سوی وحدت و تشکیل امت اسلامی فرا می‌خواند. او از مسلمانان مصر، اندونزی، عربستان، ایران، افغانستان می‌خواست که برای همکاری و مساعدت با هم تلاش کنند. او بر اتحاد همه مسلمانان اصرار داشت و همواره بر این امر تأکید می‌کرد. او قدرت جهان اسلام را منوط به همبستگی دولتها و ملت‌های اسلامی می‌دانست و می‌گفت: «وظیفه ماست که به برادران (و خواهران) مسلمانمان در هر جای دنیا کمک کنیم، از چین تا پرو، چرا که اسلام به ما توصیه می‌کند تا وظیفه خود را برای نجات برادران مسلمان خود ادا نماییم».
جناح در منظر بزرگان: جناح سمبل مبارزه عقلانی و مذهبی مسلمانان است و به همین دلیل به او لقب قائد اعظم دادند. گاندی او را سرسخت‌ترین فرد ملی و مایه امید هند خطاب می‌کرد، اقبال لاهوری او را منجی مسلمانان هند و حتی منجی تمام هندوستان می‌دانست. علاوه بر این‌ها افرادی مثل زوار زیدی، استنلی ولپرت، بیورلی نیکولس و…، از جناح به عنوان فردی سیاستمدار، فعال سیاسی، وفادار و صادق به مردم، با انصاف نسبت به دیگران و انسانی حقوق دان و باسواد یاد کرده‌اند.

## بیماری و درگذشت

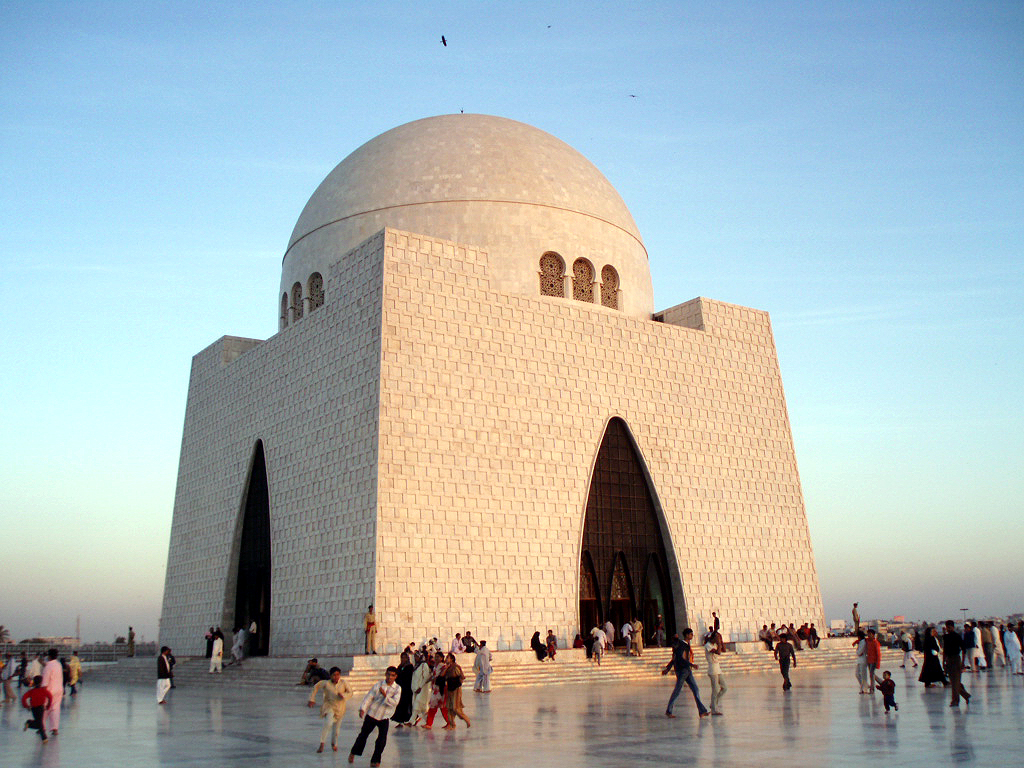
آرامگاه محمد علی جناح در کراچی

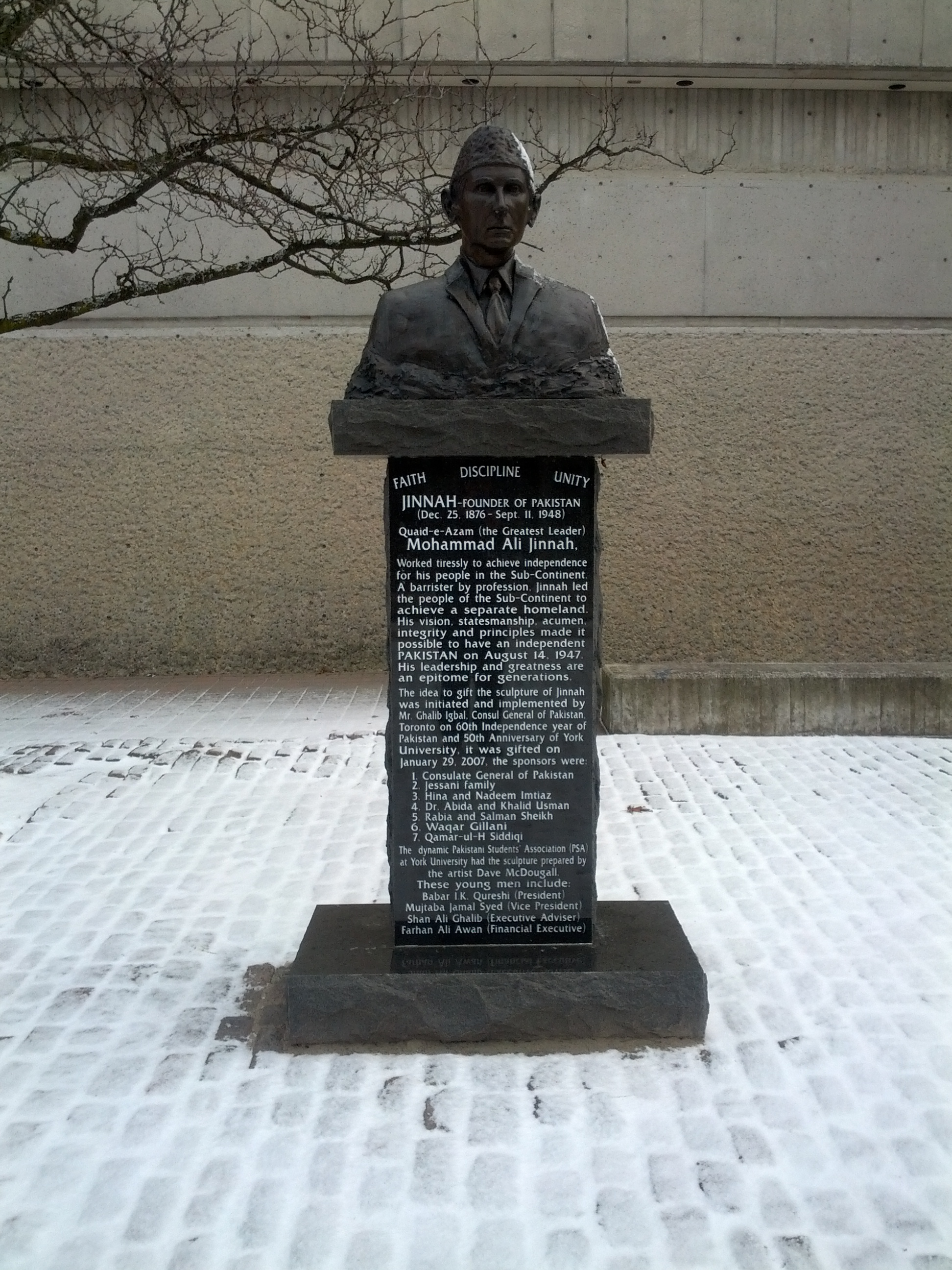
مجسمه جناح در دانشگاه یورک در تورنتو

جناح از سال ۱۹۳۰ از بیماری سل رنج می‌برد؛ تنها خواهر او و چند نفر دیگر نزدیک به او از وضعیت او آگاهی داشتند. وی معتقد بود که آگاهی عموم از بیماری‌های ریه او به لحاظ سیاسی به جایگاهش صدمه می‌زند. خواهر وی فاطمه جناح بعداً نوشت: او حتی در اوقات پیروزی خود، شدیداً بیمار بود… او به طرز دیوانه‌واری برای تقویت پاکستان کار می‌کرد و البته او کاملاً سلامت خود را نادیده می‌گرفت. درحالی که سلامت وی بدتر می‌شد، او در خانه دولتی در کراچی، جایی که فقط او، فاطمه و خادمان اجازه داشتند، به مدت طولانی‌تر استراحت کرد.
جناح در ۱۱ سپتامبر ۱۹۴۸ در خانه خود در کراچی در سن ۷۱ سالگی، بیش از یک سال پس از استقلال پاکستان، درگذشت.

### خاکسپاری و بزرگداشت
جواهر لعل نهرو، نخست‌وزیر هند، در مورد مرگ جناح اظهار داشت: «من در سال‌های گذشته بسیار تحت تأثیر او قرار گرفتم، تنها غم و اندوه زیادی برای همه است… او در تلاش خود موفق شد و هدف خود را به دست آورد، اما با چه هزینه‌ای و با چه تفاوت‌هایی از آنچه که تصور کرده بود.»
جناح در ۱۲ سپتامبر ۱۹۴۸ در حالی که هند و پاکستان در حال عزاداری رسمی بود، به خاک سپرده شد. یک میلیون نفر برای مراسم تدفینش جمع شدند.
نام آرامگاه جناح در کراچی مزار قائد اعظم است (که لقب جناح می‌باشد).

## رویکرد ایران
در ایران شخصیت جناح و فعالیت‌های او مورد علاقه است تا جاییکه یک بزرگراه در غرب تهران به نام او بزرگراه محمدعلی جناح نامگذاری شده است.